# Albertine Deletaille
Albertine Deletaille (cognom de soltera, Roelofs) (La Haia, 9 de febrer de 1902 - Calian (Var), 2 de febrer de 2008), va ser una il·lustradora i autora francesa de llibres infantils.

## Biografia
Albertine Deletaille va néixer en el si d'una família de pintors. Va estudiar belles arts abans de casar-se i tenir cinc fills. Va començar la seva carrera com a il·lustradora a Éditions Desclée de Brouwer, i després amb altres editorials belgues. No va ser fins als cinquanta anys, un cop els seus fills van ser grans, que es va convertir en autora-il·lustradora. Després de publicar els seus primers àlbums, va conèixer Paul Faucher, el creador de la col·lecció Père Castor, i pioner de l'Escola Nova i hi començà a col·laborar. Va tenir èxit amb els seus primers àlbums a la col·lecció Père Castor, alguns dels quals s'han convertit en clàssics de la literatura infantil com "La casa que canta", "La capsa de sol", "El gat i la lluna" (tots de 1954) i altres de posteriors.
De gran qualitat narrativa, la seva obra és fruit d'una extensa documentació, pel que fa al gràfic, i d'una gran atenció als infants, amb qui va dissenyar la majoria dels seus àlbums.
Alguns dels seus títols van ser traduïts al català en els anys 60, a l'editorial Estela, i van ser una fita en un moment on el llibre infantil en català era molt limitat.

## Obres
- Têtes folles et cœurs d'or, text d'Albert Hublet, s.j., Éditions Desclée de Brouwer, 1934; 2a ed. 1936
- La Petite Étoile (conte de Marie Gevers, Brussel·les, 1941)
- La Noël du petit Joseph (conte de Marie Gevers, 1941(?)), Editions des Artistes - A.N°4354
- Quand tout le monde dort (1942?) Editions des Artistes
- Ce temps si court… (text de Anne-Marie Tellier, 1942)
- Le Soleil (conte de Marie Gevers, Bruxelles, 1943)
- La Maison-qui-rit (text de Jeanne Cappe, Casterman, Tournai-Paris, 1945)
- Belle chance (texte de Jeanne Cappe, Casterman, Tournai, 1947)
- Chat-lune  (1954) [en català, "El gat i la lluna" (Barcelona: Estela, 1964)]
- La Maison qui chante (1954) [en català, "La casa que canta" (Barcelona: Estela, 1964)]
- La Boîte à soleil (1954) [en català, "La capsa de sol" (Barcelona: Estela, 1964)]
- Où les mettre (1955)
- Cachés dans la forêt (1957)
- Moi et mon petit (1958)
- C'est moi le chien (1959) [en català, "Jo sóc el gos" (Barcelona: Estela, 1961)]
- La Plume mordorée (1960)
- Toutes petites histoires (1961)
- Les Miettes de mon pain (1962) [en català, "Les molles del pa" (Barcelona: Estela, 1965)]
- La Maison de mes chatons (1962)
- Si si si c'était un ami ? (1962)
- La Fête d'aujourd'hui (1964)
- Le Trésor d'Olivier (1966)
- Blancheline (1968)
- Nuit de mai (1969)
- Joselito (1970)
- Petit chat perdu (text de Natacha, 1971)
- Chaussons pirouettes (1972, text de Laurence Delaby)
- Le Sapin à cacahuètes (1973)
- Ma chambre à nous (tema de Quentin Deletaille, 1972)
- Pouske, Minouske, Patapouske (1974)
- Viens ! (1975)
- Des lunettes pour Guillemhttps://journals.openedition.org/strenae/11069ette (1975)
- L'Île blanche (1976)
- Coquin de sac (1977, text de Laurence Delaby)
- Petit ou grand (1977)
- Ombre mon amie (1977)
- Hans Brinker, le petit héros de Haarlem (1978)
- La Poupée parlante (1979)
- Bataille (1979)
- Un Radis rond rose à bout blanc (1980)
- L'Auto-stop (1981)
- Au milieu des deux (1983) [en català, "Enmig dels dos" (Barcelona: Noguer, 1990]
- L'An passé (1985)
- Iac chien de garde (1987)